# 埃利

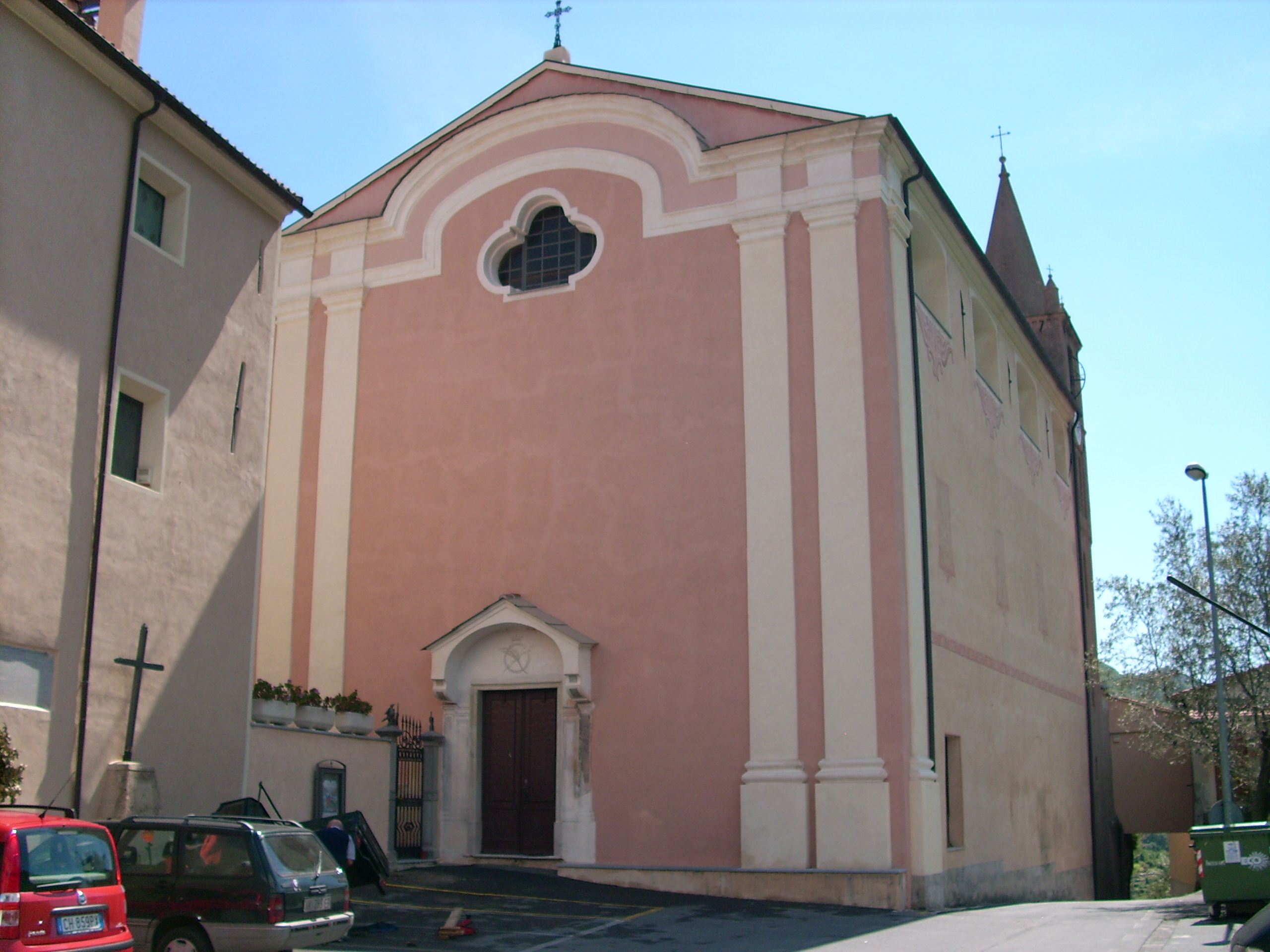
教堂

埃利（義大利語：Erli）是意大利利古里亚大区薩沃納省的市镇，位于热那亚西南70公里及萨沃纳西南35公里处。市镇面积为16.73平方公里，2022年人口数量为206人。